# John Frandsen
John Frandsen (Glostrup, 19 september 1948) is een voormalig voetballer uit Denemarken die als middenvelder speelde.

## Carrière
Frandsen begon bij de lokale club en stapte over naar BK Frem. In de periode van 1973 tot 1981 kwam hij in Nederland achtereenvolgens uit voor N.E.C., FC Wageningen en PEC Zwolle. Hij keerde terug naar Denemarken waar hij meer dan honderd wedstrijden voor Brøndby IF speelde. Frandsen speelde in 1973 eenmaal in het Deens voetbalelftal als invaller tegen Noorwegen. Hij was assistent-trainer onder Morten Olsen bij Brøndby IF en werkte later als elektricien bij de gemeente Brøndby.

### Carrièrestatistieken
| Seizoen         | Club            | Land            | Competitie      | Competitie | Competitie | Beker | Beker | Internationaal | Internationaal | Overig | Overig | Totaal | Totaal |
| Seizoen         | Club            | Land            | Competitie      | Wed.       | Dlp.       | Wed.  | Dlp.  | Wed.           | Dlp.           | Wed.   | Dlp.   | Wed.   | Dlp.   |
| --------------- | --------------- | --------------- | --------------- | ---------- | ---------- | ----- | ----- | -------------- | -------------- | ------ | ------ | ------ | ------ |
| 1967            | Glostrup IF32   | Denemarken      | Onbekend        | –          | –          | –     | –     | –              | –              | –      | –      | –      | –      |
| 1968            | Glostrup IF32   | Denemarken      | Onbekend        | –          | –          | –     | –     | –              | –              | –      | –      | –      | –      |
| 1969            | Glostrup IF32   | Denemarken      | Onbekend        | –          | –          | –     | –     | –              | –              | –      | –      | –      | –      |
| 1970            | Glostrup IF32   | Denemarken      | Onbekend        | –          | –          | –     | –     | –              | –              | –      | –      | –      | –      |
| 1971            | Glostrup IF32   | Denemarken      | Onbekend        | –          | –          | –     | –     | –              | –              | –      | –      | –      | –      |
| 1972            | Glostrup IF32   | Denemarken      | Onbekend        | –          | –          | –     | –     | –              | –              | –      | –      | –      | –      |
| 1973            | BK Frem         | Denemarken      | 1. division     | 11         | 2          | –     | –     | –              | –              | –      | –      | 11     | 2      |
| 1973/74         | N.E.C.          | Nederland       | Eredivisie      | 15         | 1          | –     | 0     | –              | –              | –      | –      | 15     | 1      |
| 1974/75         | N.E.C.          | Nederland       | Eerste divisie  | –          | –          | –     | 0     | –              | –              | –      | –      | –      | –      |
| 1975/76         | FC Wageningen   | Nederland       | Eerste divisie  | –          | –          | –     | 0     | –              | –              | –      | –      | –      | –      |
| 1976/77         | FC Wageningen   | Nederland       | Eerste divisie  | –          | –          | –     | 1     | –              | –              | –      | –      | –      | 1      |
| 1977/78         | PEC Zwolle      | Nederland       | Eerste divisie  | –          | 10         | 1     | 0     | –              | –              | –      | –      | 1      | 10     |
| 1978/79         | PEC Zwolle      | Nederland       | Eredivisie      | 18         | 1          | 0     | 0     | –              | –              | –      | –      | 18     | 1      |
| 1979/80         | PEC Zwolle      | Nederland       | Eredivisie      | 25         | 1          | –     | 0     | –              | –              | –      | –      | 25     | 1      |
| 1980/81         | PEC Zwolle      | Nederland       | Eredivisie      | 17         | 2          | –     | 0     | –              | –              | –      | –      | 17     | 2      |
| 1981            | Brøndby IF      | Denemarken      | 2. division     | –          | –          | –     | –     | –              | –              | –      | –      | –      | –      |
| 1982            | Brøndby IF      | Denemarken      | 1. division     | –          | –          | –     | –     | –              | –              | –      | –      | –      | –      |
| 1983            | Brøndby IF      | Denemarken      | 1. division     | –          | –          | –     | –     | –              | –              | –      | –      | –      | –      |
| 1984            | Brøndby IF      | Denemarken      | 1. division     | –          | –          | –     | –     | –              | –              | –      | –      | –      | –      |
| 1985            | Glostrup IF32   | Denemarken      | Onbekend        | –          | –          | –     | –     | –              | –              | –      | –      | –      | –      |
| Carrière totaal | Carrière totaal | Carrière totaal | Carrière totaal | 86         | 17         | 1     | 1     | 0              | 0              | 0      | 0      | 87     | 18     |

## Interlandcarrière
Op 21 juni 1973 debuteerde Frandsen voor Denemarken in een vriendschappelijke wedstrijd tegen Noorwegen (1 – 0 winst). Hij viel in de 65e minuut in voor Per Røntved.
| Interlands van John Frandsen voor Denemarken | Interlands van John Frandsen voor Denemarken | Interlands van John Frandsen voor Denemarken | Interlands van John Frandsen voor Denemarken | Interlands van John Frandsen voor Denemarken | Interlands van John Frandsen voor Denemarken |
| No.                                          | Datum                                        | Wedstrijd                                    | Uitslag                                      | Soort wedstrijd                              | Goals                                        |
| Als speler van BK Frem                       | Als speler van BK Frem                       | Als speler van BK Frem                       | Als speler van BK Frem                       | Als speler van BK Frem                       | Als speler van BK Frem                       |
| -------------------------------------------- | -------------------------------------------- | -------------------------------------------- | -------------------------------------------- | -------------------------------------------- | -------------------------------------------- |
| 1                                            | 21 juni 1973                                 | Denemarken – Noorwegen                       | 1 – 0                                        | Vriendschappelijk                            | 0                                            |

## Erelijst

### MetN.E.C.
| Nationaal               |    |         |
| Kampioen Eerste Divisie | 1x | 1974/75 |

### MetPEC Zwolle
| Nationaal               |    |         |
| Kampioen Eerste Divisie | 1x | 1977/78 |